# Bezirksmuseum Landstraße

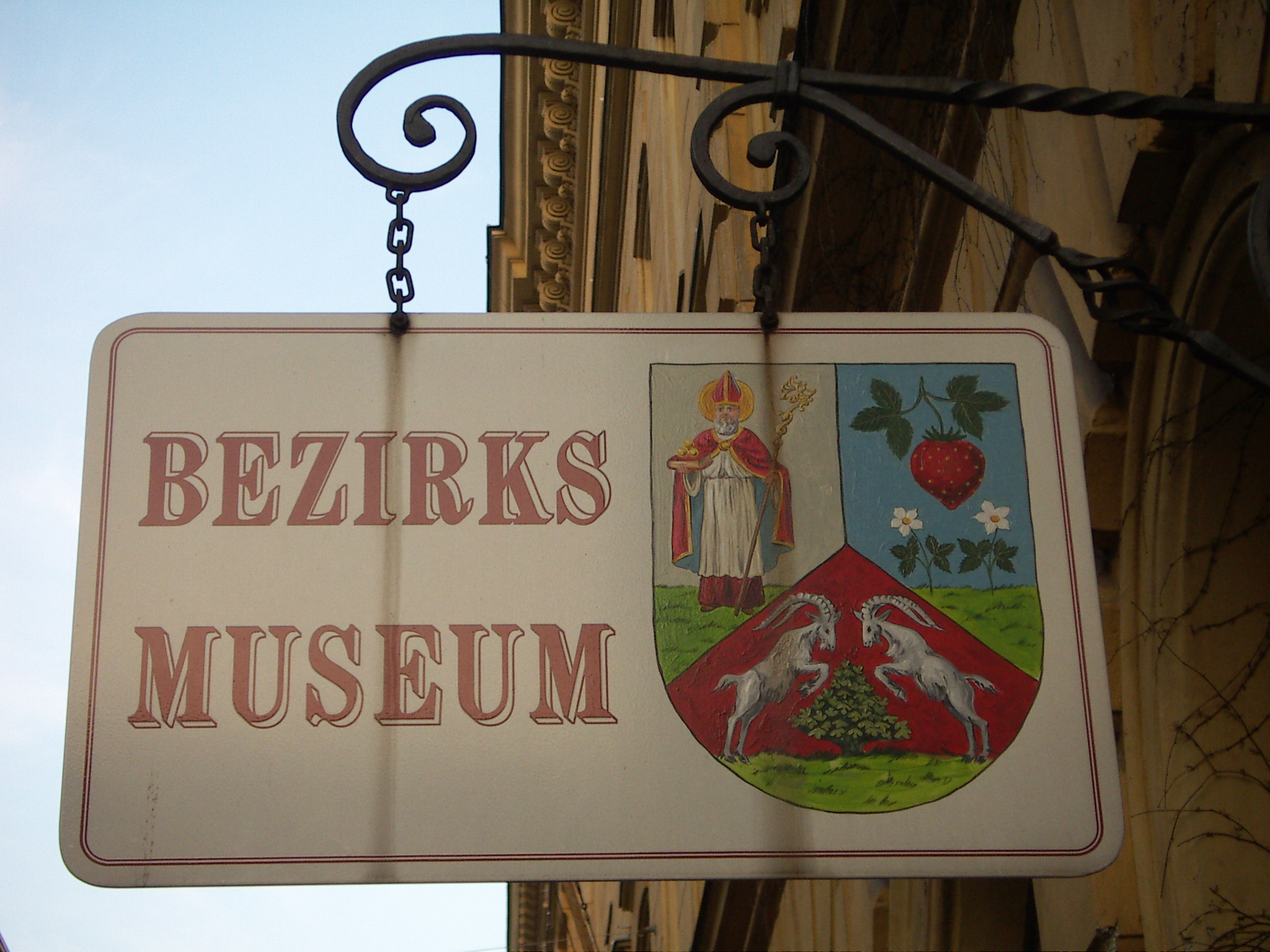
Hängeschild des Bezirksmuseums

Das Bezirksmuseum Landstraße ist ein Bezirksmuseum in der Sechskrügelgasse 11 im 3. Wiener Gemeindebezirk Landstraße. Es befindet sich im Magistratischen Bezirksamt für den 3. Bezirk.

## Geschichte
Im Jahre 1935 wurde die Gründung einer Bezirkskundlichen Sammlung Landstraße besprochen, und im Jahre 1937 der Verein Bezirkskunde Landstraße gegründet. Im Zuge des Anschlusses an Hitlerdeutschland wurde der Verein im Jahre 1938 zwangsaufgelöst. Mit Obmann Hans Pemmer wurde im Jahre 1949 das Museum neu gegründet und in der ehemaligen Mädchenhauptschule in der Rochusgasse 16 eröffnet. Das heutige Bezirksmuseum Landstraße wurde im Turnsaal der ehemaligen Knabenhauptschule am 1. Dezember 1956 in der Sechskrügelgasse eröffnet. Jährlich besuchen etwa 5000 Interessierte das Museum.
Seit 1980 erscheint viermal im Kalenderjahr eine Veröffentlichung Bezirksmuseum Landstraße Nachrichten anlässlich der jeweils bevorstehenden Eröffnung einer Sonderausstellung.

## Sammlungen
Das Bezirksmuseum verfügt über ein umfangreiches Schriften- und Bildarchiv, unter anderem die Aquarell-Sammlung von Adolf Albin Blamauer. Bemerkenswert ist die Foto-Sammlung aus den Jahren 1930 bis 1970 von Franz Josef Göttlicher (* 7. Februar 1892 in Wien; † 15. Juni 1984 ebenda).

## Dauerausstellungen
Ein Gedenkraum Unsere vergessenen Nachbarn aus dem Jahre 1995 erinnert an die Landstraßer Juden. Ein zweiter Gedenkraum zum Komponisten Bruno Granichstaedten wurde 2009 eingerichtet. Ein weiterer Gedenkraum erinnert an Josef Weinheber und ist mit einigen Möbelstücken aus dem Besitz des Dichters ausgestattet. Für die Sportler des Bezirkes gibt es eine Bilderausstellung, unter anderem zu Ingrid Wendl, Eva Pawlik, Regine Heitzer, Josef Steinbach, dessen Sohn Leopold Steinbach und Ferry Dusika.

## Publikationen
- Karl Hauer, Eva Meixner: Unsere vergessenen Nachbarn-Landstraßer Juden, Erinnerungsbuch 3. Auflage, Bezirksmuseum Landstraße, Wien 2006.
- Karl Hauer, Wolfgang Linhart: Heimito von Doderer und die Landstraße. Ein kleines Lese- und Bilderbuch für Heimitisten. Bezirksmuseum Landstraße, Wien 2008.
- Karl Hauer, Georg Kiss: Kulturgeschichte des 3. Bezirks Wien – Landstraße. Bezirksmuseum Landstraße, Wien 2009.
- Karl Hauer, Georg Kiss: Landstraßer Spaziergänge. Bezirksmuseum Landstraße, Wien 2009.
- Karl Hauer, Georg Kiss: Da drunt in Erdberg. Wien 2010.
- Karl Hauer, Georg Kiss: Der St. Marxer Friedhof. Wien 2011.
- Karl Hauer, Georg Kiss: Die Landstraßer Juden. Wien 2011.
- Karl Hauer, Eva Meixner: So war das – der Enkel eines Wiener Dienstmanns erinnert sich. Wien 2012.
- Karl Hauer, Eva Meixner: Wås an Landstraßer ins Gmüat geht. Wien 2013.